# Turmași
Turmași (węg. Tormásdűlő) – wieś w Rumunii, w okręgu Kluż, w gminie Mociu. W 2011 roku liczyła 56 mieszkańców.